# Blaž Rola
Blaž Rola (Ptuj, Eslovenia; 5 de octubre de 1990) es un tenista profesional esloveno.

## Carrera
Su ranking más alto a nivel individual fue el puesto N.º 78, alcanzado el 5 de enero de 2015. A nivel de dobles alcanzó el puesto N.º 186 el 22 de agosto de 2016.
Hasta el momento ha obtenido 2 títulos de la categoría ATP Challenger Series, uno en la modalidad de individuales y el otro en la modalidad de dobles.

### Copa Davis
Desde el año 2010 es participante del Equipo de Copa Davis de Eslovenia. Tiene en esta competición un récord total de partidos ganados/perdidos de 4/2 (3/1 en individuales y 1/1 en dobles).

### 2013
En noviembre de 2013 ganó su primer título en la categoría ATP Challenger Tour. Ganó el Challenger de Toyota 2013 en la modalidad de dobles, junto al estadounidense Chase Buchanan como pareja. Derrotaron en la final a la pareja neozelandesa formada por Marcus Daniell y Artem Sitak por 4-6, 6-3 y 10-4.

### 2014
En marzo de 2014 ganó su segundo challenger, pero esta vez en la modalidad de individuales. Fue en el Challenger de Guangzhou 2014 cuando derrotó en la final al japonés Yuichi Sugita en tres sets.

## Títulos ATP (1; 0+1)

### Dobles (1)
| Leyenda                         |
| ------------------------------- |
| Grand Slam (0)                  |
| ATP World Tour Finals (0)       |
| ATP World Tour Masters 1000 (0) |
| ATP World Tour 500 (0)          |
| ATP World Tour 250 (1)          |

| N.º | Fecha               | Torneo | Superficie    | Pareja          | Oponentes en la final           | Resultado            |
| --- | ------------------- | ------ | ------------- | --------------- | ------------------------------- | -------------------- |
| 1.  | 29 de julio de 2023 | Umag   | Tierra batida | Nino Serdarušić | Simone Bolelli Andrea Vavassori | 4-6, 7-6(2), [15-13] |

## Títulos ATP Challenger (3; 2+1)

### Individuales (2)
| N.º | Fecha               | Torneo                    | Superficie    | Oponentes en la final | Resultado        |
| --- | ------------------- | ------------------------- | ------------- | --------------------- | ---------------- |
| 1.  | 2 de marzo de 2014  | Challenger de Guangzhou   | Dura          | Yūichi Sugita         | 6-74, 6-4, 6-3   |
| 2.  | 26 de abril de 2015 | Challenger de Santos      | Tierra batida | Germain Gigounon      | 6-3, 3-6, 6-3    |
| 3.  | 30 de abril de 2017 | Challenger de Tallahassee | Tierra batida | Ramkumar Ramanathan   | 6-2, 6-76-8, 7-5 |
| 4.  | 28 de abril de 2019 | Challenger de León        | Dura          | Liam Broady           | 6-4, 4-6, 6-3    |
| 5.  | 11 de abril de 2021 | Challenger de Split       | Tierra batida | Blaž Kavčič           | 2-6, 6-3, 6-2    |

### Dobles (1)
| N.º | Fecha      | Torneo               | Superficie | Compañero      | Oponentes en la final      | Resultado      |
| --- | ---------- | -------------------- | ---------- | -------------- | -------------------------- | -------------- |
| 1.  | 23.11.2013 | Challenger de Toyota | Dura (i)   | Chase Buchanan | Marcus Daniell Artem Sitak | 4-6, 6-3, 10-4 |